# رهبر اپوزیسیون (بریتانیا)
رهبر وفادارترین اپوزیسیون اعلی‌حضرت در بریتانیا که به رهبر اپوزیسیون معروف‌تر است، سیاستمداری است که اپوزیسیون رسمی را در بریتانیا رهبری می‌کند. مجلس لردها نیز یک رهبر اپوزیسیون دارد؛ به هر روی، از لایحه پارلمان ۱۹۱۱، مناقشه‌ای نبوده‌است که رهبر در مجلس عوام بریتانیا مهم‌تر است و عنوان اصلی را در اختیار دارد.
بنا بر عرف، رهبر اپوزیسیون بزرگ‌ترین حزبی که در دولت نیست را رهبری می‌کند: وقتی که یک حزب یک راست برنده می‌شود، این منصب در اختیار دومین حزب بزرگ در مجلس عوام است. رهبر معمولاً به عنوان جایگزینی برای نخست‌وزیر بریتانیا دیده شده و به شورای خصوصی بریتانیا منصوب می‌شود.
رهبر کنونی اپوزیسیون کمی بیدناک، رهبر حزب محافظه‌کار (بریتانیا) است، که از ۲ نوامبر ۲۰۲۴ به عنوان رهبر اپوزیسیون فعالیت می کند.